# Prace (Brno-vidéki járás)
Prace település Csehországban, a Brno-vidéki járásban. Prace Hostěrádky-Rešov, Ponětovice, Sokolnice, Jiříkovice, Kobylnice és Zbýšov településekkel határos. Lakosainak száma 977 fő (2024. január 1.).

## Népesség
A település lakosságának változását az alábbi diagram mutatja:
| Lakosok száma | 589  | 845  | 895  | 931  | 832  | 884  | 959  | 960  | 911  | 977  |
|               | 1869 | 1900 | 1921 | 1961 | 1980 | 2011 | 2016 | 2019 | 2021 | 2024 |